# Slovenská Ves
Slovenská Ves (deutsch Windischendorf, ungarisch Szepestótfalu – bis 1907 Tótfalu) ist eine Gemeinde im Norden der Slowakei mit 1859 Einwohnern (31. Dezember 2024). Sie gehört zum Okres Kežmarok, einem Teil des Prešovský kraj.

## Geographie

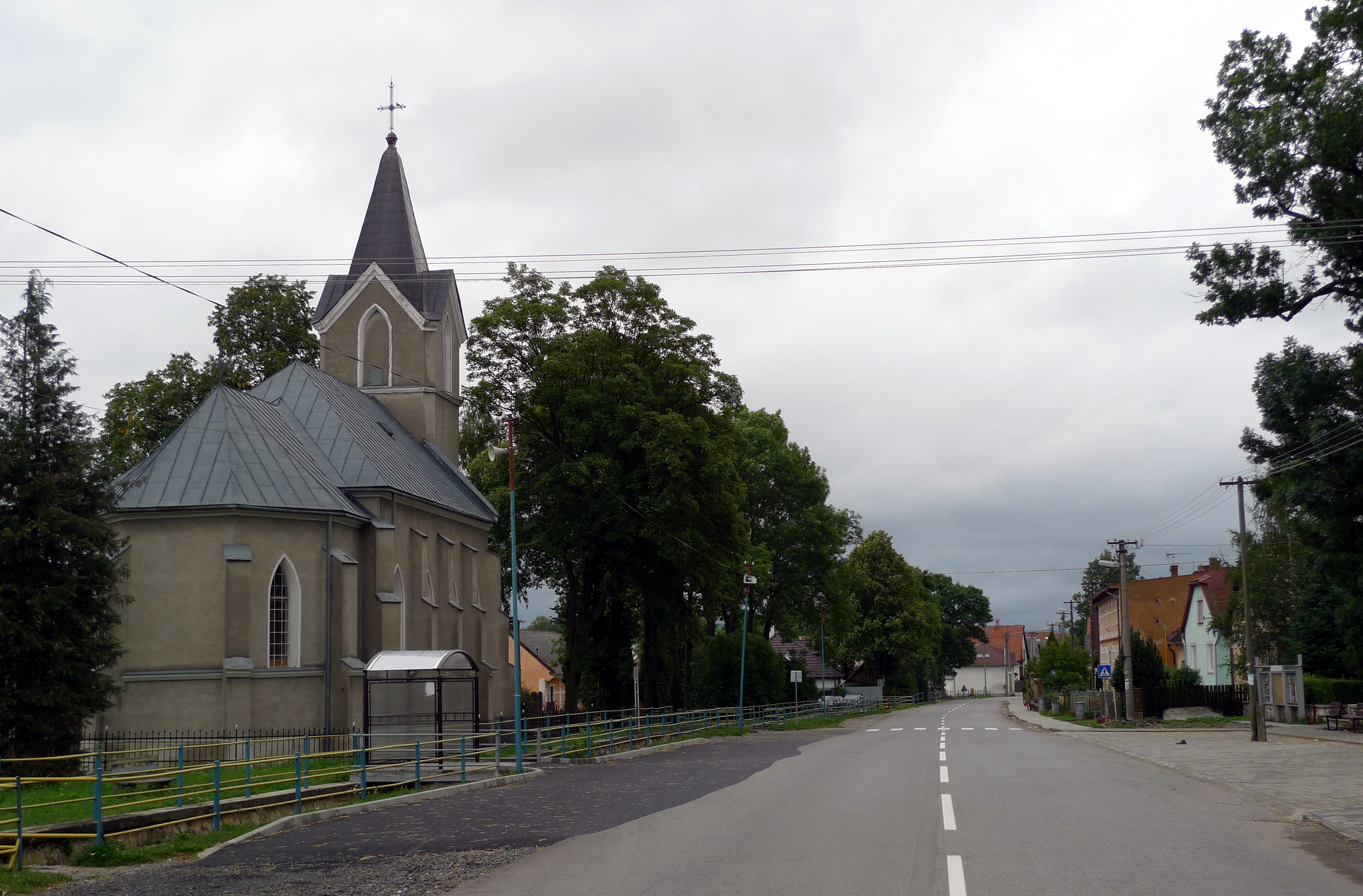
Hauptstraße und Kirche des Dorfes

Die Gemeinde befindet sich im Ostteil des Beckens Podtatranská kotlina, genauer gesagt im Unterteil Popradská kotlina am Bach Biela. Sie liegt im Schatten der Gebirge Zipser Magura im Norden sowie der Tatra (genauer Belaer Tatra) im Westen. Das Ortszentrum liegt auf einer Höhe von 650 m n.m. und ist 12 Kilometer von Kežmarok gelegen.

## Geschichte
Slovenská Ves wurde zum ersten Mal 1311 schriftlich erwähnt.

## Bevölkerung
| Jahr                | 1994 | 2004    | 2014    | 2024    |
| ------------------- | ---- | ------- | ------- | ------- |
| Anzahl der Personen | 1707 | 1787    | 1866    | 1859    |
| Unterschied         |      | +4,68 % | +4,42 % | −0,37 % |

| Jahr                | 2023 | 2024    |
| ------------------- | ---- | ------- |
| Anzahl der Personen | 1846 | 1859    |
| Unterschied         |      | +0,70 % |

Ergebnisse nach der Volkszählung 2001 (1793 Einwohner):
| Nach Ethnie: - 97,04 % Slowaken - 2,35 % Zigeuner - 0,06 % Deutsche - 0,28 % Tschechen | Nach Religion: - 87,03 % römisch-katholisch - 11,24 % evangelisch - 0,50 % griechisch-katholisch - 0,50 % keine Angabe |

## Sehenswürdigkeiten
- römisch-katholische Kirche aus der zweiten Hälfte des 14. Jahrhunderts, mit einer spätgotischen Marienfigur von 1510, einem Werk des Hauers Paul von Leutschau
- evangelische Kirche von 1861
- Landsitz-Haus aus dem 18. Jahrhundert, heute Standort einer Schule